# Pandionis (Phyle)
Pandionis (altgriechisch Πανδιονίς) war die dritte von zehn Verwaltungsregionen (Phylen), in welche Kleisthenes bei seinen Reformen am Ende des 6. Jh. v. Chr. die attische Halbinsel einteilte. Von den drei früheren Zonen Attikas beinhaltete Pandionis die Trittyen Kydathenaion (vom Stadtbereich), Paiania (vom Binnenland) und Myrrhinus (vom Küstenbereich).
Aus dem Binnen-Demos Paiania der Region stammte der Vater des Redners Demosthenes, und im südlichen Küsten-Demos Myrrhinus kam der Sokrates-Kollege Phaidros zur Welt. Der städtische Bezirk Kydathenaion (manchmal kurz Kydathen genannt) beherbergte das Heiligtum des Pandion und war sowohl Geburtsort des Komödiendichters Aristophanes als auch des Heerführers Kleon.
Ihren Namen verdankte die Phyle dem mythischen Heros Pandion, der später als Pandion II. in die attische Königsliste eingereiht wurde.